# Psyra bluethgeni
Psyra bluethgeni là một loài bướm đêm trong họ Geometridae.